# Hangar à bananes
Pour les articles homonymes, voir Hangar (homonymie).
Le Hangar à bananes est le nom couramment donné au « hangar 21 » du Grand port maritime de Nantes-Saint-Nazaire, autrement nommé hangar Maurice-Bertin, situé à Nantes, dans le département français de la Loire-Atlantique. Cette ancienne mûrisserie a été réhabilitée à la fin des années 2000 et abrite différents restaurants, bars, café-concert, discothèque et lieu d'exposition.

## Localisation
Le hangar se trouve en bord de Loire, le long du bras de la Madeleine, à l'extrémité ouest de l'île de Nantes, entre le quai des Antilles et le boulevard des Antilles.

## Présentation
Le commerce de la banane connaît un essor après la Première Guerre mondiale, développement qui profite au port de Nantes, un des principaux ports français pour l'importation des produits provenant des colonies françaises. 

### Trafic de bananes
Le hangar d'origine est construit en 1901. Il sert à partir de 1929 de mûrisserie, pour stocker et faire mûrir des bananes importées par le port de Nantes,. Les premiers régimes arrivent des îles Canaries.
Reconstruit en 1949 à l'initiative de la Chambre de commerce et d'industrie de Nantes, à la suite des destructions causées par les bombardements alliés du 23 septembre 1943, ce hangar, long de plus de 150 m, large de 50 m et haut de 6,5 m, totalise une surface d'environ 8 000 m2 d'entrepôts (7 819 m2 de surface utile). Il est entièrement climatisé, conçu spécialement pour la réception des bananes et doté de matériels de manutention modernes pour l’époque. Le bâtiment présente une façade caractéristique de l'architecture de la reconstruction d'après-guerre. Le fronton conservé porte le nom de Maurice Bertin, président de la Chambre de commerce et d'industrie au moment de l'édification du bâtiment et artisan de la renaissance du port de Nantes après la guerre. 
Jusqu'au début des années 1970, ce hangar sert au stockage et mûrissement des bananes importées principalement par voie fluvio-maritime.  Après la guerre, les bananes proviennent de la Guinée. Puis, après l'indépendance de cette dernière en 1958 entraînant la rupture de ses relations commerciales avec la France, le trafic se diversifie et les régimes arrivent de la Guadeloupe, du Cameroun ou de la Côte d'Ivoire. L'indépendance des nouveaux États africains mettra un frein à ce négoce nantais au profit d’autres ports, malgré les avantages vantés par les autorités portuaires pour mettre en avant les qualités du port de Nantes, les compétences du personnel de manutention et le positionnement géographique du hangar situé à proximité du Marché d'intérêt national et de la Gare de l'État,.

### Manutention portuaire
Avant la réforme de 1992 mettant fin à leur régime intermittent, les dockers se présentaient le matin en bas de la butte Sainte-Anne dans le quartier de Chantenay afin de se faire embaucher pour la journée. Le salaire était versé le jour même et, en fin de semaine, les dockers allaient chercher le reste au bistrot. Chaque chef de panneau avait le sien et distribuait les « boni ». En 1967, le port de Nantes comptait entre 800 et 1 200 dockers. Il en fallait vingt pour décharger un bananier. Les régimes étaient emballés dans de la paille, du papier kraft, et pesaient entre 25 et 30 kg. En fond de cale, huit dockers remplissaient les norias, sortes de tapis roulants à godets qui descendaient vides et remontaient pleins jusqu'au hangar.
Dans le hangar, les régimes étaient triés selon la marque sous laquelle les bananes étaient commercialisées par les clients et les lots étaient transportés dans des chariots appelés « baladeuses » pour être stockés sous température dirigée. Les jours suivants, les dockers chargeaient les fruits dans les wagons du chemin de fer. Des vipères pouvaient se glisser dans les régimes. Le travail se faisait à cadence soutenue, afin de rester compétitif par rapport aux autres ports, notamment celui de Saint-Nazaire, et pour gagner plus d'argent. Un docker pouvait gagner en 1967 jusqu'à 1000 francs par jour.

### Fin du trafic de bananes
Le trafic de bananes prend fin à Nantes avant 1975. Le site est ensuite utilisé comme annexe de la raffinerie Béghin-Say située au sud de l'île de Nantes pour stocker du sucre. À la fin du XXe siècle, le hangar à bananes fait toujours partie du domaine portuaire, on le destine à l'accueil d'activités de service liées à la mer.
À la faveur du glissement des activités du port autonome vers ses terminaux plus en aval, le hangar est peu à peu désaffecté et n'abrite plus que quelques bureaux jusqu'au milieu des années 2000.

### Réhabilitation
Des travaux de réhabilitation, entrepris entre septembre 2006 et juin 2007 dans le cadre du réaménagement de l'île de Nantes, donnent aux lieux une seconde vie. Grâce à une intervention architecturale volontairement a minima, le caractère emblématique de ce bâtiment, symbole du patrimoine portuaire nantais, est préservé.
L'idée maîtresse est de créer à cet endroit, véritable belvédère ouvert sur la Loire, le quai de la Fosse, Trentemoult et Chantenay, un lieu de vie où il est possible de manger ou prendre un verre en intérieur ou en terrasse, de danser et de s'amuser, avec différentes atmosphères, à l'image des entrepôts de Lisbonne.
Le hangar du port autonome est pour cela concédé à Néo Promotion, et les plans de réaménagement sont réalisés par l'agence d'architectes Roulleau, en partenariat avec Alexandre Chemetoff, chargé du réaménagement de l'île de Nantes. Le lieu, ouvert au public en juin 2007, offre un choix de bars, restaurants, une discothèque (le « Warehouse ») et un théâtre depuis 2013 (Le théâtre 100 noms), ainsi que des espaces de loisir et 1 600 m2 dédiés à la biennale des arts plastiques « Estuaire », imaginée par Jean Blaise.
Situé à proximité immédiate de la grue Titan grise, les Anneaux de Buren, œuvre permanente de l'artiste Daniel Buren installée le long de la rambarde du quai des Antilles en 2007, font face au hangar à bananes. En mai 2021, le Fonds régional d'art contemporain des Pays de la Loire (Frac) ouvre un nouveau lieu d'exposition au Hangar à bananes.
La concentration d’établissements nocturnes dans cette zone augmente les risques de sécurité la nuit, un problème que la municipalité a tardé à adresser selon les commerçants de la zone. Les autorités soupçconnent que certaines chutes dans la Loire sont provoquées par des jeunes sautant à travers les anneaux de Buren pour s'amuser.

## Galerie

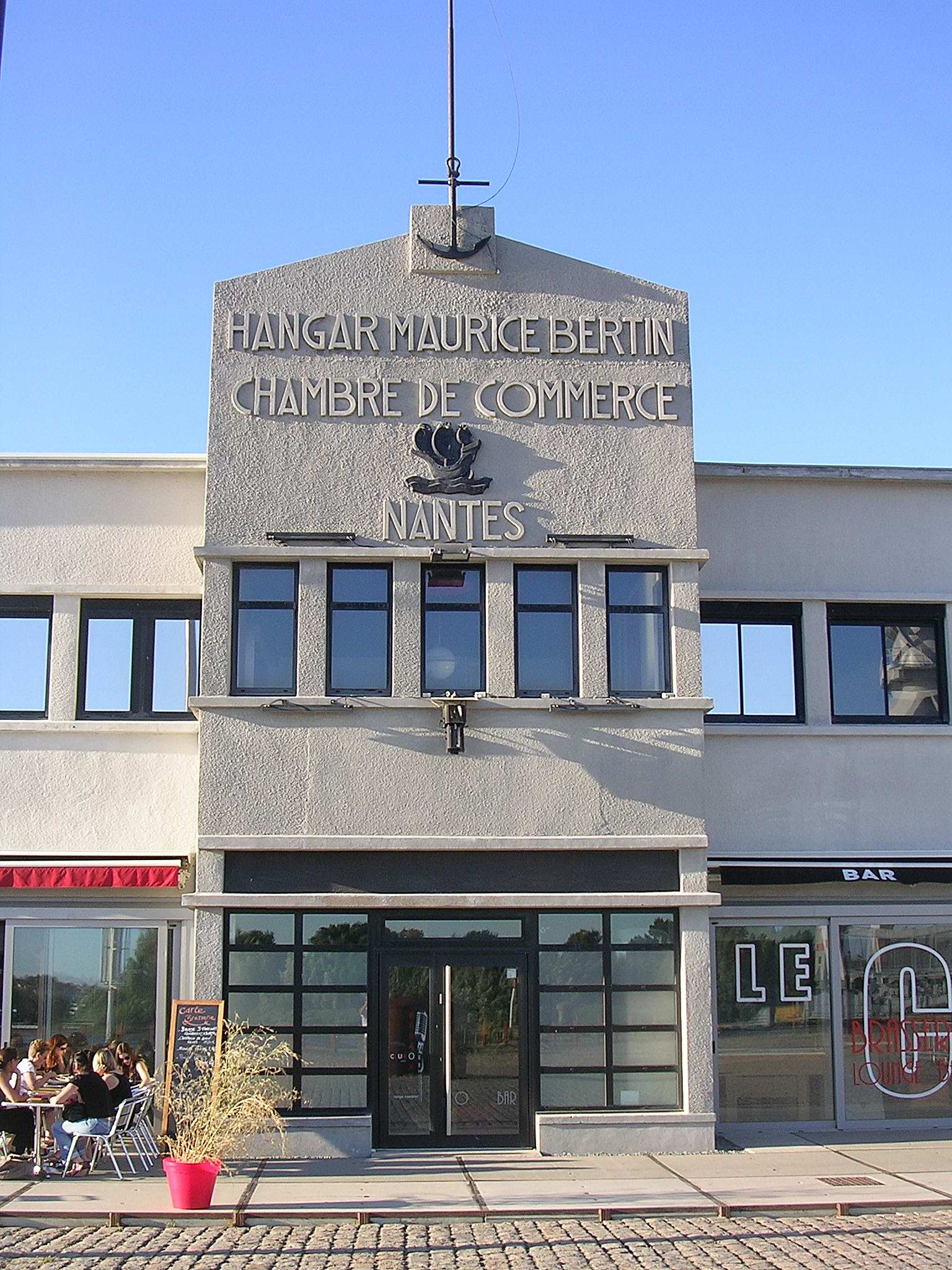
Entrée principale du Hangar à bananes.
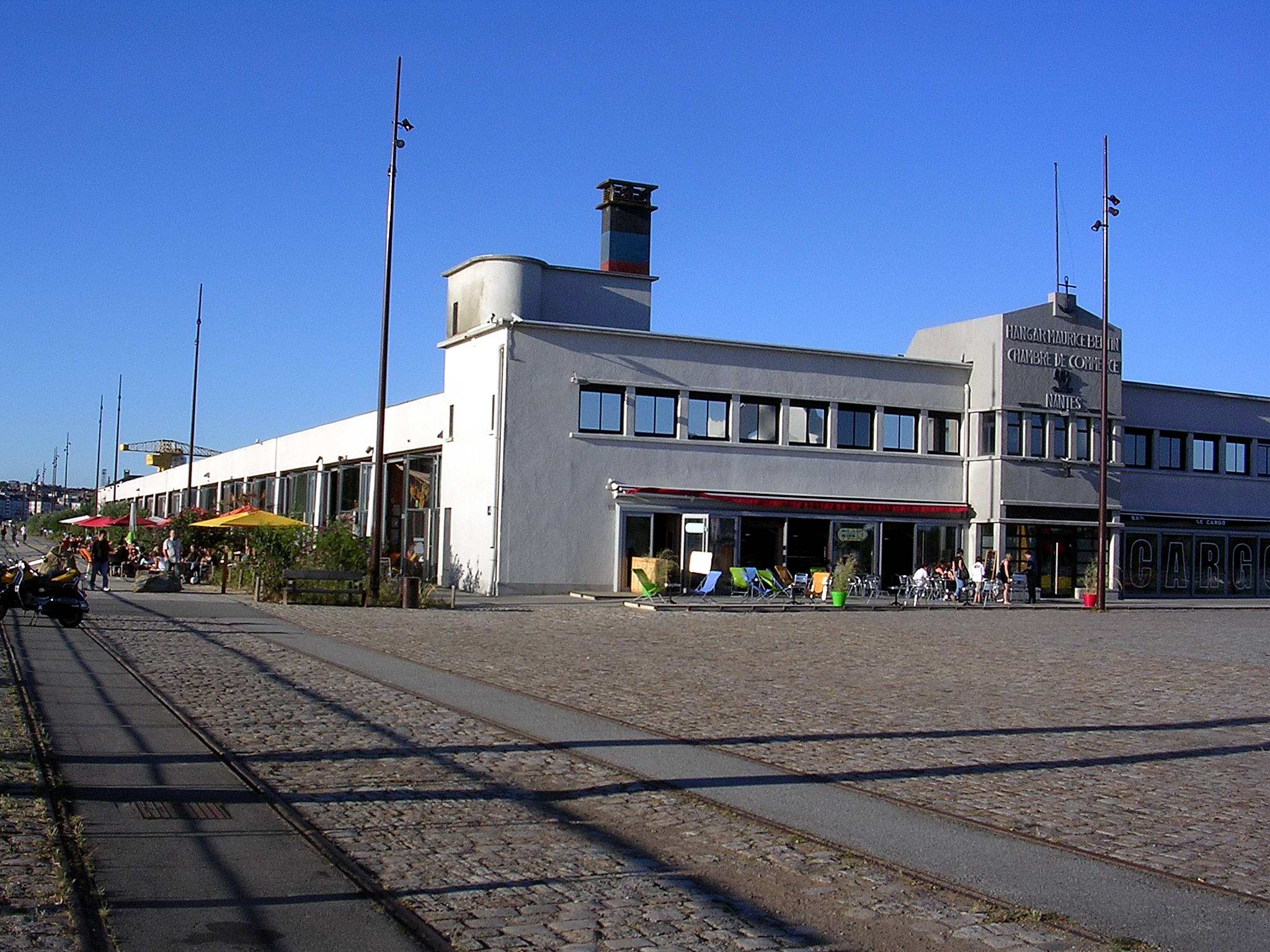
Le Hangar à bananes, le quai pavé et les anciens rails de grues de déchargement.
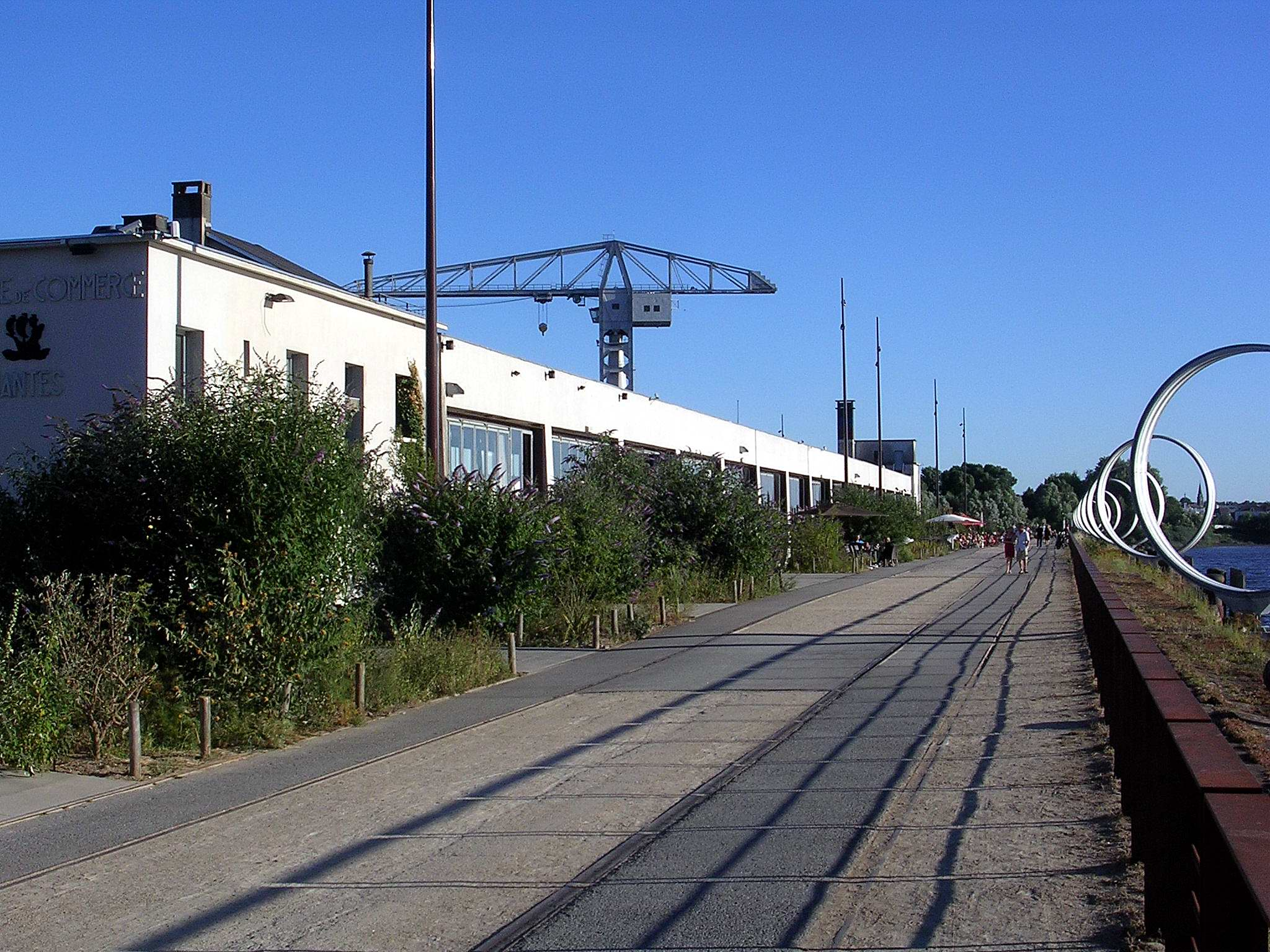
Le hangar, la grue Titan grise et les Anneaux de Buren.
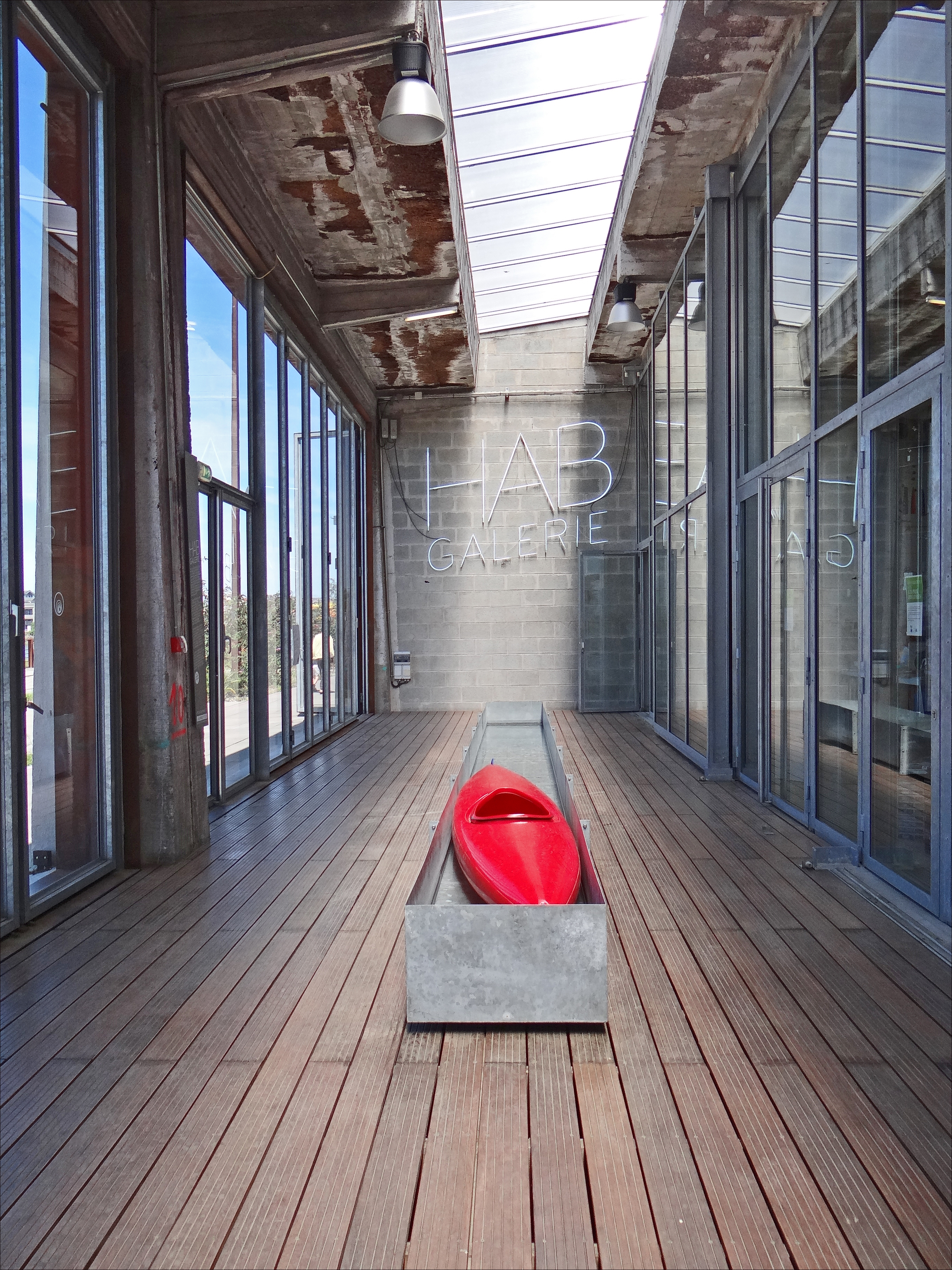
Le Voyage à Nantes, exposition de l'artiste Roman Signer dans la Hab Galerie du Hangar à bananes.